# Vaterstag
Vaterstag kallas det stag av kätting, vajer eller tågvirke, som sitter fäst mellan förstäven nära vattenlinjen och bogsprötet på en segelbåt eller segelfartyg, och vars funktion är att ta upp krafterna från toppstaget, (stagen) under segling.